# اس‌اس گریپفست
اس‌اس گریپفست (به انگلیسی: SS Gripfast) یک کشتی بود که طول آن ۳۱۰ فوت ۶ اینچ (۹۴٫۶۴ متر) بود. این کشتی در سال ۱۹۴۰ ساخته شد.